# كيفن كولينز
كيفن كولينز (بالإنجليزية: Kevin Collins)‏ هو ممثل أمريكي، ولد في 17 مارس 1972 في الولايات المتحدة.

## وصلات خارجية
- كيفن كولينز على موقع IMDb (الإنجليزية)
- كيفن كولينز على موقع قاعدة بيانات الفيلم (الإنجليزية)